# Temple Lock

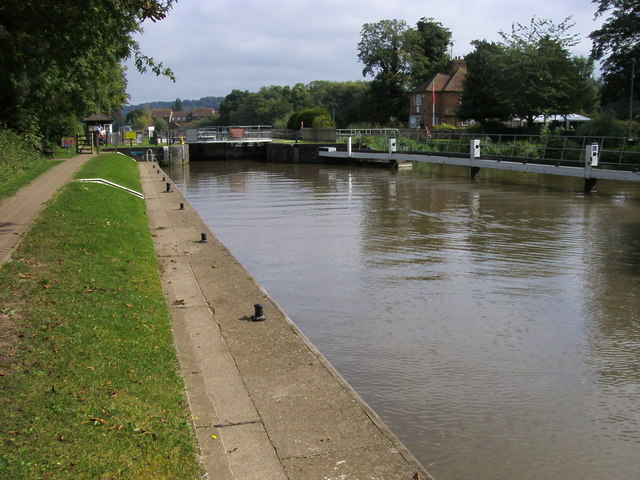
Das Temple Lock

Das Temple Lock ist eine Schleuse am Buckinghamshire-Ufer der Themse nahe der Temple Mill Island in der Nähe von Hurley in Berkshire. Die erste Schleuse wurde 1773 von der Thames Navigation Commission gebaut.
Das Wehr verläuft von der Schleuse zum Ufer in Berkshire wenig flussaufwärts der Schleuse. Die Schleuse kann nur über den Uferpfad von Marlow oder Hurley erreicht werden.

## Geschichte
Es gibt Hinweise auf eine Stauschleuse und eine Winde aus dem 16. Jahrhundert. Es gab auch eine Fähre an der Schleuse.
Die Schleuse wurde 1773 als eine der ersten nach der Neuordnung der Schifffahrt auf der Themse von 1770 gebaut. Wie die anderen Schleusen in dieser Zeit auch musste sie 1782 erneuert werden. Auch wenn es Angebote zum Bau aus Stein gab, so wurde Holz verwendet, da dies preiswerter war. 1890 wurde eine neue Schleuse neben der alten gebaut.

## Der Fluss oberhalb der Schleuse
Der Abschnitt oberhalb der Schleuse ist einer der kürzesten zwischen zwei Schleusen auf der Themse. 1989 wurde die Temple Footbridge gebaut, die die Fähre ersetzen soll, die 1953 ihren Betrieb einstellte.
Der Themsepfad überquert die Temple Footbridge und erneut über Brücken bei Hurley, wo das Hurley Lock ist.